# Catherine Hardwicke
Catherine Hardwicke (născută Helen Catherine Hardwicke, 1 octombrie 1955, Cameron, Texas) este o scenaristă și regizoare americană. Printre filmele ei se afla succesul "Amurg",bazata dupa cartea cu acelasi nume a scritoarei americane Stephanie Meyer.